# ケイシー・ケイサム
ケイシー・ケイサム（Casey Kasem、1932年4月27日 - 2014年6月15日）はアメリカ合衆国のラジオDJと声優。

## 出演作品
※太字はメインキャラクター。

### ラジオ
1970年
- American Top 40 - 初代DJ

### テレビアニメ
1968年
- まんがバットマン（ロビン）

1969年
- スクービー・ドゥー（シャギー・ロジャーズ）

1978年
- 科学忍者隊ガッチャマン（大鷲の健）

1980年
- 王の帰還（メリアドク・ブランディバック）

1984年
- 戦え!超ロボット生命体トランスフォーマー（クリフ、ストリーク、テレトラン1、Dr.アーカビル）

1986年
- 戦え!超ロボット生命体トランスフォーマー2010 第11話（奴隷ロボット）

### 劇場アニメ（出演）
1986年
- トランスフォーマー ザ・ムービー（クリフ）

### 実写
1984年
- ゴーストバスターズ（ディスクジョッキー）